# Anamudi
Anamudi (malajálamsky ആനമുടി –  [aːnɐmʊɖi]IPA, tamilsky ஆனைமுட – Anajmudí) je hora v indickém státě Kérala. Je nejvyšším místem v Kerale, jižní Indii a v Západním Ghátu, dosahuje nadmořské výšky 2695 metrů a prominence 2479 metrů. Leží na hranicích Devikulam Taluk v Idukki a Kothamangalam Taluk v Ernakulam. Jméno Anamudi je překládáno jako sloní čelo, čímž odkazuje na podobnost hory se sloní hlavou.
První zaznamenaný výstup na Anamudi uskutečnil generál Douglas Hamilton z madraské armády dne 4. května 1862, ale je pravděpodobné, že již dříve vrcholu dosáhli místní lidé. 
Vrchol Anamudi je jedním ze tří ultraprominentních vrcholů jižní Indie. A má největší topografickou izolaci v Indii. Je nejvyšším vrcholem Indie jižně od Himálaje. Díky tomu je známa jako "Everest of South India" (Everest jižní Indie).
Vrchol hory leží na hranici národního parku Eravikulam.